# 弁論準備手続
弁論準備手続（べんろんじゅんびてつづき）は、日本における民事訴訟手続において、争点と証拠の整理手続の一つである（民事訴訟法168条以下）。

## 概説
民事訴訟手続において、漫然と当事者の主張や証拠調べを行うと、審理を進めた後に、新たな争点が明らかになり、そのための証拠調べも必要となって、長期裁判となるおそれがある。そのような事態を避けるために、裁判の初期の段階で、当事者間で争点になっている事実は何で、その事実を明らかにするためにどのような証拠を取り調べるべきかを明らかにして、審理の計画を立てておいたほうが望ましい。その争点と証拠の整理を、口頭弁論期日外に行うために設けられた手続きが弁論準備手続である。
なお、争点と証拠の整理を行うために、必ず弁論準備手続を行わなければならないわけではなく、あくまで整理のために用いられる手続きのひとつである。弁論準備手続によらなくても、通常の口頭弁論や準備的口頭弁論の期日で、争点整理ができるのであれば、弁論準備手続を行う必要はない。しかし、現在の民事訴訟においては、弁論準備手続に付するのは一般的である。

## 手続き
裁判所は、争点及び証拠の整理を行うため必要があると認めるときは、当事者の意見を聴いて、事件を弁論準備手続に付することができる（同条）。
弁論準備手続は、双方の当事者又は訴訟代理人が立ち会い（169条1項）、裁判所が相当と認める者のみが傍聴することができる期日（同条2項・制限的公開）において行われ、双方が、争いのある訴訟物に対して意見や主張を述べ合い、口頭弁論期日における証拠調べに向けて、争点・証拠整理の弁論活動をする。和解の話し合いがされることもある。
手続を主宰するのは裁判所（合議事件であればその3名の裁判官による合議体）であるが、受命裁判官（合議体の構成員である裁判官）に行わせることもできる（170条、171条）。受命裁判官には主に若手の左陪席が任命される。弁論準備室、和解室等で行う。
裁判所が行う場合は、書証（文書・準文書）の証拠調べ、人証（証人・当事者）の採否等の裁判をすることができる（170条2項）。受命裁判官が行う場合は、人証の採否等の裁判を行うことはできないが、調査嘱託・鑑定嘱託・書証の申出・文書送付嘱託についての裁判を行うことができる（171条3項）。
裁判所又は受命裁判官は、当事者に準備書面を提出させることができる（170条1項、171条2項）。当事者の一方が裁判所に出頭するときには、裁判所から他方当事者に電話をかけ、裁判所と双方当事者が同時に通話できる状態で手続をすることができる（170条3項、171条2項。電話会議）。
弁論準備手続は、あくまで口頭弁論期日外の手続きのため、弁論準備手続を終結した後は、当事者は、口頭弁論期日において、弁論準備手続の結果を陳述しなければならない（173条）。また、弁論準備手続で争点を整理した意味を無にしないため、弁論準備手続終結後に新たな主張立証をする場合、相手方の求めがあるときは、相手方に対し、弁論準備手続終結前にこれを主張立証できなかった理由を説明しなければならない（174条、167条）。新たな主張については、場合によっては、裁判所が、時期に後れた攻撃防御方法として、主張を却下することもある（157条）。